# Comuna Horodok, Illinți
Horodok (în ucraineană Городок) este o comună în raionul Illinți, regiunea Vinnița, Ucraina, formată din satele Ciortorîia și Horodok (reședința).

## Demografie
Componența lingvistică a satului Horodok
     Ucraineană (98,46%)
     Rusă (1,22%)
     Alte limbi (0,11%)
Conform recensământului din 2001, majoritatea populației satului Horodok era vorbitoare de ucraineană (98,46%), existând în minoritate și vorbitori de rusă (1,22%).